# Marcel Duchamp
Henri-Robert-Marcel Duchamp (Blainville, 28. srpnja 1887. – Neuilly, 2. listopada 1968.), francusko-američki slikar, kipar, šahist i spisatelj, čiji se rad najčešće povezuje s dadaizmom i konceptualnom umjetnošću. Duchamp se zajedno s Picassom i Matissom smatra najrevolucionarnijim umjetnikom koji je promijenio poimanje likovne umjetnosti u drugom desetljeću 20. stoljeća

## Život
Rođen u Blainvilleu kod Rouena, Duchamp je bio brat kipara Raymonda Duchamp-Villona (1876. – 1918.), slikara Jacquesa Villona (Gaston Duchamp) (1875. – 1963.) i slikarice Suzanne Duchamp (1889. – 1963.).
Živio je i djelovao pretežito u SAD-u, pod utjecajem kubizma i futurizma. Godine 1916. inicijator je newyorškog pokreta Dada u okviru kojega eksperimentira s različitim tehnikama i izlaže svoje prve radove tipa ready-made. Poslije 1919. godine pridružuje se nadrealistima u Parizu, ali samo kao teoretičar i suradnik na filmu („Anemično kino”, 1926.). Više nije stvorio niti jedno umjetničko djelo i ostatak života posvetio je šahu.

## Zanimljivosti
Po Duchampu je nazvana jedna varijanta Nimcovičeve indijske obrane: 1.d4 Sf6 2.c4 e6 3.Sc3 Lb4 4.Sf3 b6. Ovu je obranu igrao i Aleksandar Aljehin protiv Euwea u trening-meču 1926., baš u vrijeme kad je Duchamp postajao strastveni šahist.

## Djela
Ovaj kontroverzni umjetnik je raznovrsnošću svog djela i teorijskim člancima, jedna od najutjecajnijih osoba suvremene umjetnosti. Jedan je od prvih umjetnika koji je koristio već postojeće stvari (ready-made) u svojoj umetnosti. Najpoznatije djelo te vrste mu je Fontana, tj. pisoar koji je potpisao kao umjetničko djelo. Pored toga, veoma su poznata još dva djela, kubističko-futuristički Akt silazi niz stube i asamblaž na staklu, Nevjesta, skinuta do gola od svojih svatova. 
Njegova umjetnost je uveliko prodrmala svijet, koji do tada nije vidio ništa slično. U početku, njegova djela su bila odbijena u mnogim galerijama, upravo zbog provokativnih naslova i sadržaja.

## Vanjske poveznice
- Marcel Duchamp - Zumbazone.com   Arhivirana inačica izvorne stranice od 21. kolovoza 2006. (Wayback Machine)

1. ↑  Nimzo-Indian Defense, Three Knights Variation, Duchamp Variation (E21)
2. ↑  Euwe, Max (2650) vs Alekhine, Alexander (2700), 1926-12, Amsterdam
3. ↑  Aleksandar Aljehin, Moj put do svetskog prvaka, Sportska knjiga, Beograd, 1986., str. 143.–148.